# Henri Verneuil
Henri Verneuil  (născut ca Achod Malakian, în armeană Աշոտ Մալաքյան, la 15 octombrie 1920 în Rodosto, Imperiul Otoman - d. 11 ianuarie 2002, Bagnolet, Île-de-France) a fost un regizor, scenarist și inginer francez de origine armeană. 

## Biografie
A absolvit Școala Națională de Arte și Meserii (Arte et Métiers ParisTech). În 1996 a primit Premiul Cesar onorific pentru întreaga sa carieră. A fost nominalizat de două ori la Premiul Oscar pentru cel mai bun scenariu, în 1954 pentru Oaia cu cinci picioare și în 1980 pentru I... de la Icar. A fost căsătorit cu Françoise Bonnot.

## Filmografie selectivă
- 1953 Brutarul din Valorgue (Le Boulanger de Valorgue)
- 1953 Inamicul public nr. 1 (L'Ennemi public no 1)
- 1954 Oaia cu cinci picioare (Le mouton à cinq pattes)
- 1956 Oameni fără importanță (Des gens sans importance)
- 1959 Vaca și prizonierul (La Vache et le prisonnier)
- 1962 O maimuță în iarnă (Un singe en hiver)
- 1963 O sută de mii de dolari în soare (Cent mille dollars au soleil)
- 1964 Week-end la Zuydcoote (Week-end à Zuydcoote)
- 1967 A 25-a oră (La Vingt-cinquième heure)
- 1968 Arme pentru San Sebastian (La Bataille de San Sebastian)
- 1969 Clanul sicilienilor (Le Clan des Siciliens)
- 1973 Zbor de noapte spre Moscova (Le Serpent)
- 1976 Trupul dușmanului meu (Le Corps de mon ennemi)
- 1979 I... de la Icar (I... comme Icare)

## Legături externe
- Henri Verneuil la Internet Movie Database